# Simon Streatfeild
Simon Streatfeild, né le 5 octobre 1929 à Windsor et mort le 7 décembre 2019, est un altiste, chef d'orchestre et pédagogue anglo-canadien.

## Biographie
Simon Nicholas Streatfeild est né à Windsor (Berkshire - Angleterre) en 1929.  Il a étudié l'alto avec Frederick Riddle au Royal College of Music de 1946 à 1950. Il a joué avec l'Orchestre philharmonique de Londres et au Royal Opera House de Covent Garden, est devenu Premier alto à l'Orchestre du Sadler's Wells Theatre (1953–1955) et à l'Orchestre symphonique de Londres (1956–1965), et a été un des membres fondateurs de l'Academy of St Martin in the Fields (1958–1965).
Il est allé ensuite au Canada, où il a occupé différents postes à l'Orchestre symphonique de Vancouver de 1965 à 1977 : Premier alto, chef assistant, directeur musical, et chef associé.
Streatfeild a été chef du Bach Choir de Vancouver de 1969 à 1981. De 1977 à 1981, il a été professeur invité à l'université de Western Ontario. Il a dirigé l'Orchestre symphonique de Regina (1981-1984), tout en occupant la dernière année son nouveau poste de chef d'orchestre de l'Orchestre symphonique de Québec (OSQ), succédant à James DePreist. Il a quitté l'OSQ en 1991 en raison de divergences artistiques. Durant sa direction, l'orchestre a fait ses débuts à Toronto et a effectué ses premiers enregistrements commerciaux.
Il a également été chef d'orchestre de l'Orchestre de chambre du Manitoba (en) (AGC) de 1982 à 2000. En 1983, il a dirigé l'AGC dans la première mondiale de l'œuvre de Michael Matthews Between the Wings of the Earth.
Il a été régulièrement invité au Canada, aux États-Unis, au Royaume-Uni et en Europe, et en d'autres endroits. Il a été chef d'orchestre de l'Orchestre symphonique de l'Académie norvégienne de musique à Oslo pendant dix ans, où il a également été professeur de direction d'orchestre.
Ses enregistrements comprennent de la musique de Mahler, Berlioz, Chostakovitch, Britten, Honegger, Messiaen, entre autres.